# Torre de agua de la Guérinière
La Torre de agua de la Guérinière es una torre de agua ubicada en el barrio de la Guérinière en la ciudad francesa de Caen. Gracias a sus 3000 m³ de capacidad volumétrica, suministra agua a los barrios de la Guérinière, de Vaucelles y de la Grace de Dieu.
En 2010, la torre de agua ha sido clasificada como  «Patrimonio del siglo XX» y ha sido objeto de inscripción como monumento histórico francés. El decreto de inscripción ha sido seguido de otro decreto del 15 de abril de 2011, haciendo prescribir su clasificación.

## Datos históricos
La torre de agua fue construida entre 1955 y 1957 por el ingeniero René Sarger  bajo la dirección del arquitecto francés Guillaume Gillet, premio de Roma. Fue puesta en servicio en 1958.

## Arquitectura
El arquitecto Guillaume Gillet diseñó la estructura en 1955. El edificio está planteado sobre una plataforma en forma de elipse que tenía que acoger inicialmente un centro administrativo y albergar un mercado cubierto. Actualmente, la base del edificio da espacio de uso a un garaje y a la oficina de correos del barrio.